# 史蒂芬·金的故事販賣機
《史蒂芬·金的故事販賣機》（英語：Skeleton Crew）是美國暢銷作家史蒂芬·金的第二部短篇小說集，第一部《玉米田的孩子》發表於1978年。《史蒂芬·金的故事販賣機》（以下皆簡稱為《故事販賣機》）的原文精裝本最初由喬治·普特南出版社於1985年發表，在發行過精裝與平裝版之後的幾年，《故事販賣機》又經歷了許多次的重新印刷。1986年，吶喊出版社出版了附有J·K·波特所畫的插圖的簡略版《故事販賣機》。繁體中文版曾於1986年由皇冠出版社分為《迷霧》和《被詛咒的手》出版，兩本目前皆已絕版。2009年皇冠出版社重新出版，名為《史蒂芬·金的故事販賣機》。
原文直譯為『骷髏水手』或『骷髏黨』，和所收錄的任何一篇故事都沒有直接關聯。

## 收錄故事
| 故事標題 原文標題                                                                              | 先前發表於                         |
| ---------------------------------------------------------------------------------------------- | ---------------------------------- |
| 《迷霧驚魂》 The Mist                                                                          | 短篇小說集《黑暗勢力》 1980年      |
| 《廁所裡有老虎》 Here There Be Tygers                                                          | 《緬因大學文學雜誌》 1968年春天    |
| 《猴子》 The Monkey                                                                            | 《畫廊雜誌》 1980年11月            |
| 《該隱站起來》 Cain Rose Up                                                                    | 《緬因大學文學雜誌》 1968年春天    |
| 《陶德太太的捷徑》 Mrs. Todd's Shortcut                                                        | 《紅皮書雜誌》 1984年5月           |
| 《跳特》 The Jaunt                                                                             | 《陰陽魔界雜誌》 1981年6月         |
| 《婚禮》 The Wedding Gig                                                                       | 《艾勒里·昆恩推理雜誌》 1980年12月 |
| 《偏執狂之歌》 Paranoid: A Chant                                                               | 首次出版                           |
| 《木筏》 The Raft                                                                              | 《畫廊雜誌》 1982年11月            |
| 《眾神的電腦》 Word Processor of the Gods                                                      | 《花花公子》雜誌1983年1月          |
| 《被詛咒的手》 The Man Who Would Not Shake Hands                                               | 短篇小說集《幽影4》 1981年         |
| 《沙丘世界》 Beachworld                                                                        | 《奇詭故事》雜誌 1984年秋天        |
| 《收割者的影像》 The Reaper's Image                                                            | 《驚異神祕故事》月刊 1969年春天    |
| 《娜娜》 Nona                                                                                  | 短篇小說集《幽影》 1978年          |
| 《給歐文》 For Owen                                                                            | 首次出版                           |
| 《適者生存》 Survivor Type                                                                     | 短篇小說集《恐懼》 1982年          |
| 《奧圖伯伯的卡車》 Uncle Otto's Truck                                                          | 《北佬雜誌》 1983年10月            |
| 《晨間運送（牛奶工人──之一）》 Morning Deliveries (Milkman #1)                                 | 首次出版                           |
| 《大輪子：洗衣廠的故事（牛奶工人──之二）》 Big Wheels: A Tale of The Laundry Game (Milkman #2) | 短篇小說集《另一種恐懼》 1980年    |
| 《外婆》 Gramma                                                                                | 《異書雜誌》 1984年春天            |
| 《變形子彈之歌》 The Ballad of the Flexible Bullet                                             | 《奇幻與科幻雜誌》 1984年6月       |
| 《水道》 The Reach                                                                             | 《北佬雜誌》 1981年11月            |

## 概括
《故事販賣機》收錄了二十二篇作品。其中包括十九篇短篇小說、一篇中篇小說《迷霧驚魂》和兩篇詩作《給歐文》和《偏執狂之歌》。
故事來自史蒂芬·金過去投稿到科幻和驚悚小說選集（《黑暗勢力》、《幽影》、《恐懼》和《另一種恐懼》），或同類型的雜誌（《陰陽魔界雜誌》、《艾勒里·昆恩推理雜誌》、《驚異神祕故事》、《異書雜誌》和《奇幻與科幻雜誌》），及大眾雜誌。（《紅皮書雜誌》、《畫廊雜誌》、《北佬雜誌》和《花花公子》）

雖然《故事販賣機》於1985年出版，但從史蒂芬·金十八歲夏天（1966年）完成的《收割者的影像》，到1983年才完成的《變形子彈之歌》，其中的作品完成時間間隔將近十七年。

史蒂芬·金曾在一次採訪中說過：『就在其中（《故事販賣機》）所收錄的短篇故事中，我最喜歡恐怖故事，但即使對我來說，有些故事真的是太極端了，好比說《適者生存》。』

## 作品改編

### 電影和電視
- 《眾神的電腦》於1984年改編為影集《恐怖邊緣》(Tales from the Darkside)中的其中一集，由麥可·戈爾尼導演。
- 《外婆》於1986年改編為影集《陰陽魔界》(The Twilight Zone)中的其中一集，由哈蘭·艾里森編劇，布萊佛·梅導演。
- 《木筏》於1987年改編為電影《鬼作秀2》三個故事中的其中一個，由喬治·羅密歐編劇，麥可·戈爾尼導演。
- 《迷霧驚魂》於2007年改編為同名電影，由法蘭克·戴倫邦特編劇和導演。
- 《猴子》於2025年改編為史蒂芬·金之猴子，由奧斯古德·柏金斯編劇和導演。

### 一元寶貝計畫
一元寶貝計畫（由史蒂芬·金親自發起，可以用一美金和他買作品改編的版權，但不得為商業用途之用）中的影片：
- 蓋·馬汀《廁所裡有老虎》（1988）
- 傑·霍爾班《偏執狂（页面存档备份，存于）》（2000）
- 詹姆斯·科克倫《廁所裡有老虎》（2003）
- 陶德·高曼《跳特（页面存档备份，存于）》（2007）